# Vandrande smaragdflickslända
Vandrande smaragdflickslända (Lestes barbarus), även kallad långväga smaragdflickslända, är en art i insektsordningen trollsländor som tillhör familjen glansflicksländor.

## Kännetecken
Både hanen och honan har bronsfärgad kropp, hanen något mer grönglänsande än honan. Ett kännetecken för arten är det tvåfärgade vingmärket, vars inre hälf är brun och den yttre vit. Vingarna är genomskinliga. Vingbredden är 45 till 50 millimeter och bakkroppens längd är 26 till 35 millimeter.

## Utbredning
Denna art finna i stora delar av Europa, så långt norrut som till norra Tyskland. Den är dock känd för att ibland flytta långa sträckor och kan då hittas även utanför sitt normala utbredningsområde. I Storbritannien, där den tidigare inte ansågs förekomma, hittades den första gången år 2002 och den har också hittats i Sverige. Det är dock osäkert om arten fortplantar sig i Sverige.

## Levnadssätt
Den vandrande smaragdflicksländans habitat är ganska varierande och arten kan till och med återfinnas vid vattendrag eller i våtmarker med bräckt vatten. Efter parningen lägger honan äggen i växtstjälkar, ibland ensam och ibland tillsammans med hanen. Utvecklingstiden från ägg till imago är ett år och flygtiden juli till början av oktober.